# Ooctonus pechlaneri
Ooctonus pechlaneri är en stekelart som beskrevs av Soyka 1949. Ooctonus pechlaneri ingår i släktet Ooctonus och familjen dvärgsteklar.
Artens utbredningsområde är Österrike. Inga underarter finns listade i Catalogue of Life.